# ソーントン・ウィルソン
ソーントン・"T"・アーノルド・ウィルソン（Thornton "T" Arnold Wilson、1921年2月8日 - 1999年4月10日）は、ボーイング社の会長、最高経営責任者 (CEO)

## 経歴
1921年2月8日、ミズーリ州サイクストンに生まれたウィルソンは、長じてアイオワ州エイムズのアイオワ州立大学で航空工学を学び B.S. を、カリフォルニア州パサデナのカリフォルニア工科大学から M.S. の学位を得た。彼は、スローン・フェローに選ばれて、マサチューセッツ工科大学のMITスローン経営大学院にも学んだが、修了はしなかった。アイオワ州立大学在学中は、競泳チームの一員であった。
ウィルソンは、1982年にコリアー・トロフィー、1985年に米国科学アカデミー (NAS) からNAS航空工学賞を受賞した。1992年には、民間航空への貢献を理由に、トニー・ジャナス賞を受賞した。
アイオワ州立大学からの卒業後、ウィルソンは1943年にボーイングに入社して爆撃機の開発部門で働き、特に後退翼のB-47 ストラトジェットやB-52 ストラトフォートレスに関わり、さらに、大陸間弾道ミサイル「ミニットマン」の契約を獲得した提案チームを率いた。1968年に社長となった彼は、1969年に最高経営責任者となり、1972年に会長となった。ウィルソンは、フランク・シュロンツに後託して、1986年に65歳でCEOを退任し、1987年には会長からも引退した。彼は、78歳で、カリフォルニア州パームスプリングスの冬の家で死去した。
シアトルの航空博物館に、1987年に開設されたガラス張りの主展示場には、ウィルソンの名が冠された。